# 烏克蘭—美國關係
烏克蘭－美國關係是乌克兰和美国之間的双边关系。
美国于1991年12月25日正式承认乌克兰独立。1992年1月21日，美国将其在烏克蘭首都基輔的领事馆升级为大使馆。
1994年12月5日，烏克蘭、俄羅斯、美國和英國在匈牙利首都布達佩斯簽署《布达佩斯安全保障备忘录》。這份備忘錄主要關注烏克蘭無核化，以及「尊重烏克蘭現有領土的獨立和主權」、「避免使用武力等方式威脅烏克蘭」。
2002年，美国和乌克兰之间的关系出現恶化，因为當時有一份录音显示，乌克兰曾向伊拉克萨达姆·侯赛因當局转让了一套先进的防御系统。
2021年6月，美国参议院外交委员会通过《乌克兰安全伙伴关系法案》，根據該法案，美国每年对烏克蘭的军事援助增加到3亿美元。6月12日，美國國防部宣佈一項1.5億美元的軍事援助計劃。12月8日，美國總統乔·拜登表示如果俄羅斯入侵烏克蘭，美國將不會單方面出兵協助烏克蘭。2022年1月，美国向乌克兰提供2亿美元額外安全援助以及超過200噸武器。1月27日，烏克蘭外交部長德米特羅·庫列巴表示烏克蘭已知悉美國對於俄羅斯提出的安全要求清單的回覆，烏方對於美國的回覆無反對意見。
在2022年俄羅斯入侵烏克蘭之後，《華爾街日報》於2022年3月10日宣稱美國總統拜登因為擔心觸怒俄羅斯總統弗拉迪米爾·普丁，否決向烏克蘭提供波兰戰機的提案。但美國大幅增加了軍事援助，包括進攻性武器，並開始與烏克蘭軍方共享情報。烏克蘭總統弗拉基米尔·泽连斯基再次對美國和美國領導人的援助表示感謝。2023年2月20日，美國總統拜登訪問烏克蘭首都基輔。截至2025年，美國已向烏克蘭提供了約950億美元的軍事、人道和財政援助，佔所有烏克蘭的援助約47%，是提供烏克蘭最多援助的國家。
2025年2月13日，烏克蘭總統澤連斯基會晤再次上台的美國總統唐納德·特朗普，商討終結俄烏戰爭的方法。2月18日，美國和俄羅斯高級官員在沙特首都利雅得舉行會談，討論改善雙邊關係和談判結束烏克蘭戰爭，澤連斯基此前表示，由於烏克蘭無獲邀參與，烏方不會接受該會談的任何結果。 澤倫斯基又批評美俄跳過烏克蘭展開會談，強調必須「公平且有歐洲國家參與」。特朗普對澤連斯基的說法表示失望， 指「你（澤連斯基）已經在那裡待了三年...... 你不應該開始它（戰爭）。 你本可以達成協議」。兩國關係轉趨緊張。2月19日，美國總統特朗普發文指，身為喜劇演員的澤連斯基說服美國花費3500億美元，進入一場無法贏取的戰爭，形容俄烏戰爭「永遠不必開始」，但若無美國和“特朗普”，他將永遠無法平息戰爭。美國的支出比歐洲多2000億美元，而美國將一無所獲。特朗普聲稱澤連斯基承認，美方寄給他的一半錢“不見了”，並指澤連斯基拒絕舉行選舉，在烏克蘭民意調查中很低，稱是一個沒有選舉的獨裁者，「最好快點行動，否則他將沒有國家……數百萬人不必要地死亡」。特朗普另指澤連斯基支持度僅4%。澤連斯基表示，特朗普生活在俄羅斯製造的「虛假資訊空間」。
2025年2月28日，川普與澤倫斯基公開會談的礦產協議因未有共識而告終，川普要求烏克蘭代表團比原定計劃提前離開白宮。3月，傳媒引述白宮官員稱，美國暫停對烏軍事援助。3月4日，特朗普轉載報導，報導提及澤倫斯基稱與俄 「結束戰爭的協議還很遙遠」，特朗普對此表示，這可能是澤倫斯基發表過最糟糕的論述，美國不會再忍受，稱他「只要得到美國的支援，就不希望有和平」。4月30日，雙方式簽署協議，新版協議對於烏克蘭方面而言，儘管沒有提到安全保障，但美國放棄了債務與軍援還款的要求，並且同意注資烏克蘭基礎設施，之後將基金收益優先用於發展烏克蘭經濟，與3月間美方提出的修正草案相比條件相對較好。